# Simone Manuel
Simone Ashley Manuel (Sugar Land, 2 agosto 1996) è una nuotatrice statunitense specializzata nello stile libero, è stata campionessa olimpica e mondiale nei 100m sl e nella staffetta 4x100 sl.

## Palmarès
| Anno | Manifestazione         | Sede           | Evento              | Risultato | Prestazione | Note                |
| ---- | ---------------------- | -------------- | ------------------- | --------- | ----------- | ------------------- |
| 2011 | Mondiali giovanili     | Lima           | 4x100 m sl          | Oro       | 3'42"85     |                     |
| 2013 | Mondiali               | Barcellona     | 50 m sl             | 7ª        | 24"80       |                     |
| 2013 | Mondiali               | Barcellona     | 4x100 m sl          | Oro       | 3'32"31     |                     |
| 2014 | Campionati panpacifici | Gold Coast     | 50 m sl             | 4ª        | 24"70       |                     |
| 2014 | Campionati panpacifici | Gold Coast     | 100 m sl            | Bronzo    | 53"71       |                     |
| 2014 | Campionati panpacifici | Gold Coast     | 4x100 m sl          | Argento   | 3'34"23     |                     |
| 2014 | Campionati panpacifici | Gold Coast     | 4x100 m misti       | Argento   | 3'57"41     |                     |
| 2015 | Mondiali               | Kazan'         | 50 m sl             | 8ª        | 24"57       |                     |
| 2015 | Mondiali               | Kazan'         | 100 m sl            | 6ª        | 53"93       |                     |
| 2015 | Mondiali               | Kazan'         | 4x100 m sl          | Bronzo    | 3'34"61     |                     |
| 2015 | Mondiali               | Kazan'         | 4x100 m misti       | 4ª        | 3'56"76     |                     |
| 2015 | Mondiali               | Kazan'         | 4x100 m sl mista    | Oro       | 3'23"05     | Record mondiale     |
| 2016 | Giochi olimpici        | Rio de Janeiro | 50 m sl             | Argento   | 24"09       |                     |
| 2016 | Giochi olimpici        | Rio de Janeiro | 100 m sl            | Oro       | 52"70       | Record olimpico     |
| 2016 | Giochi olimpici        | Rio de Janeiro | 4x100 m sl          | Argento   | 3'31"89     | Record panamericano |
| 2016 | Giochi olimpici        | Rio de Janeiro | 4x100 m misti       | Oro       | 3'53"13     |                     |
| 2017 | Mondiali               | Budapest       | 50 m sl             | Bronzo    | 23"97       |                     |
| 2017 | Mondiali               | Budapest       | 100 m sl            | Oro       | 52"27       |                     |
| 2017 | Mondiali               | Budapest       | 4x100 m sl          | Oro       | 3'31"72     | Record panamericano |
| 2017 | Mondiali               | Budapest       | 4x100 m misti       | Oro       | 3'51"55     | Record mondiale     |
| 2017 | Mondiali               | Budapest       | 4x100 m sl mista    | Oro       | 3'19"60     | Record mondiale     |
| 2017 | Mondiali               | Budapest       | 4x100 m misti mista | Oro       | 3'38"56     | Record mondiale     |
| 2018 | Campionati panpacifici | Tokyo          | 50 m sl             | Argento   | 24"12       |                     |
| 2018 | Campionati panpacifici | Tokyo          | 100 m sl            | Argento   | 52"66       |                     |
| 2018 | Campionati panpacifici | Tokyo          | 4x100 m sl          | Argento   | 3'33"45     |                     |
| 2018 | Campionati panpacifici | Tokyo          | 4x100 m misti       | Argento   | 3'53"21     | Record mondiale     |
| 2018 | Campionati panpacifici | Tokyo          | 4x100 m misti mista | Bronzo    | 3'41"74     |                     |
| 2019 | Mondiali               | Gwangju        | 50 m sl             | Oro       | 24"05       |                     |
| 2019 | Mondiali               | Gwangju        | 100 m sl            | Oro       | 52"04       | Record panamericano |
| 2019 | Mondiali               | Gwangju        | 4x100 m sl          | Argento   | 3'31"02     |                     |
| 2019 | Mondiali               | Gwangju        | 4x200 m sl          | Argento   | 7'41"87     | Record panamericano |
| 2019 | Mondiali               | Gwangju        | 4x100 m misti       | Oro       | 3'50"40     | Record mondiale     |
| 2019 | Mondiali               | Gwangju        | 4x100 m sl mista    | Oro       | 3'19"40     |                     |
| 2019 | Mondiali               | Gwangju        | 4x100 m misti mista | Argento   | 3'39"10     |                     |
| 2021 | Giochi olimpici        | Tokyo          | 4x100 m sl          | Bronzo    | 3'32"81     |                     |
| 2024 | Giochi olimpici        | Parigi         | 4x100m sl           | Argento   | 3'30"20     | Record panamericano |
| 2024 | Giochi olimpici        | Parigi         | 4x200 m sl          | Argento   | 7'40"86     |                     |
| 2025 | Mondiali               | Singapore      | 4x100m sl           | Argento   | 3'31"04     |                     |
| 2025 | Mondiali               | Singapore      | 4x200 m sl          | Argento   | 7'40"01     | [ 1 ]               |
| 2025 | Mondiali               | Singapore      | 4x100 m misti       | Oro       | 3'49"34     | [ 1 ]               |
| 2025 | Mondiali               | Singapore      | 4x100m sl mista     | Oro       | 3'18"48     | [ 1 ]               |

## Primati personali
I suoi primati personali in vasca da 50 metri sono:
- 50 m stile libero: 23"97 (2017)
- 100 m stile libero: 52"04 (2019)
- 200 m stile libero: 1'56"09 (2019)

I suoi primati personali in vasca da 25 metri sono:
- 50 m stile libero: 24"07 (2015)
- 100 m stile libero: 51"69 (2015)